# Stadtwerke München

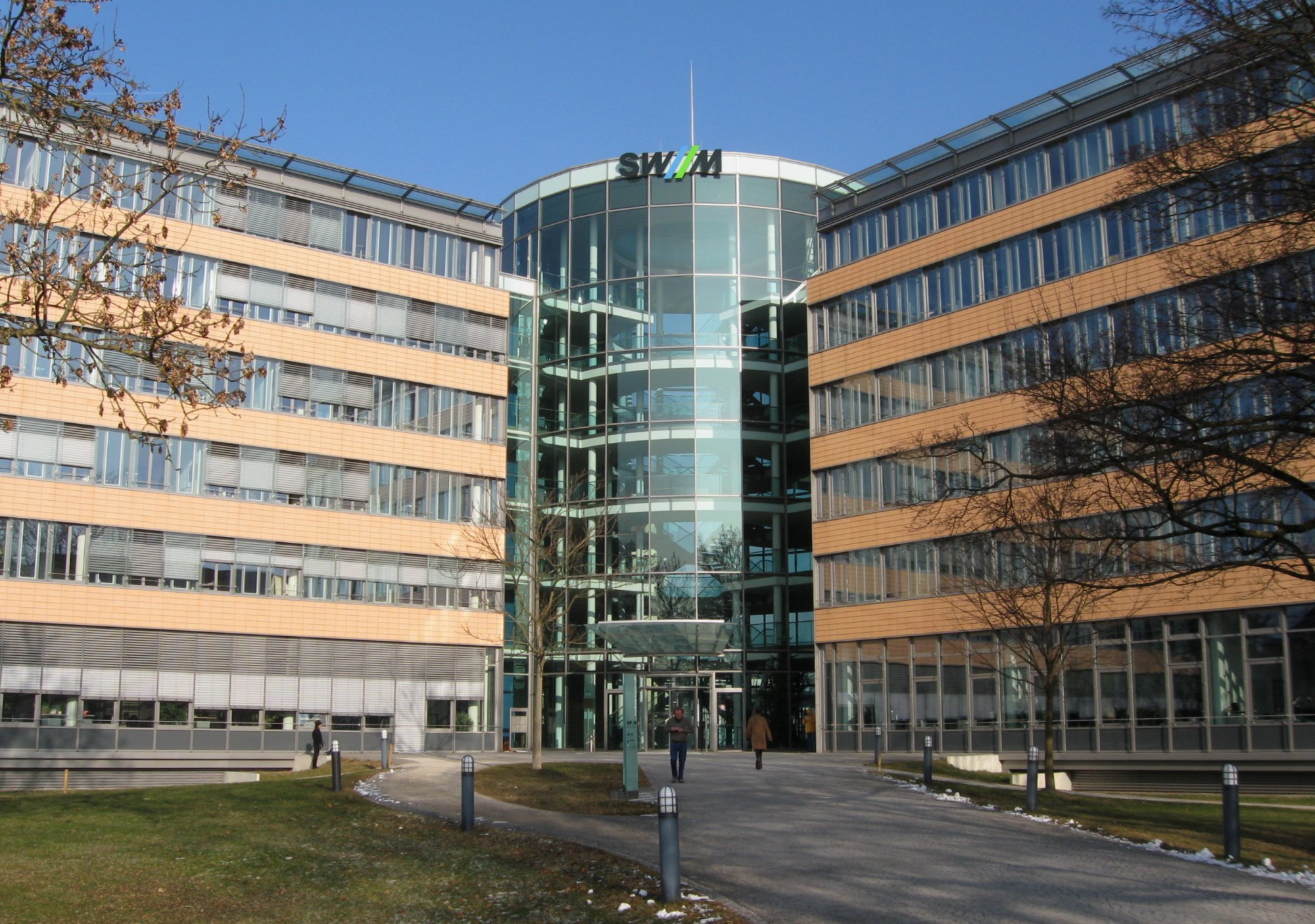
Siège de la société

Les Stadtwerke München GmbH (SWM) sont les entreprises communales de la ville de Munich. C'est la plus grosse société de ce type en Allemagne, c'est également une des plus grandes sociétés du secteur de l'approvisionnement en énergie d'Allemagne. Depuis 2008, le développement des énergies renouvelables est un élément central de la stratégie d'entreprise.

## Produits

### Électricité
Sous le nom de "M-Strom", les SWM proposent différents tarifs d'électricité et des prestations annexes pour les clients privés et commerciaux, à Munich et dans la région. De nombreuses offres sont également disponibles au niveau fédéral. Avec plus de 250 000 clients Ökostrom (courant écologique), les SWM font partie, d'après leurs propres indications, des plus importants fournisseurs d'électricité écologique d'Allemagne, sur le marché des clients privés et commerciaux. Leurs parc est constitué de 12 centrale hydroélectrique, quelques centrales à énergie renouvelable, huit centrales de chauffage et trois centrales de cogénération. Dans environ 70 % des cas, les systèmes de cogénération permettent de récupérer et réutiliser la chaleur produite lors de la génération d'électricité. Les SWM sont également engagées dans le projet centrale solaire d'Andasol,. Elles possèdent aussi 25 % de la centrale nucléaire Isar 2.

### Gaz naturel
Les SWM fournissent du gaz à ses clients, elles sont reliées au réseau européen d'approvisionnement en gaz. Il y a différents tarifs de gaz naturel, dont certains sont disponibles au niveau fédéral. À Munich, les SWM exploitent dix stations services de gaz naturel qui délivrent du biométhane de récupération.

### Chauffage urbain
Grâce à d'importants investissements, la connexion au réseau de chauffage urbain des SWM est devenue possible dans un nombre grandissant de quartiers à Munich. La chaleur produite par les centrales électriques est récupérée et transmisse à travers un réseau 800 km de tuyaux d'eau chaude et de vapeur. D'ici 2040, le chauffage urbain à Munich devrait être réalisé à 100 pour cent à partir d'énergies renouvelables.

### Refroidissement urbain
Par rapport aux installations de climatisation classiques, le refroidissement urbain est respectueux de l'environnement et énergétiquement efficient - il permet d'économiser environ la moitié de la demande en énergie primaire. Seules les pompes fonctionnent à l'électricité. L'eau du sous-sol sert de source de froid qui est ensuite colportée dans un réseau de tuyaux d'eau froide vers les clients, après l'eau du sol légèrement chauffée est ensuite recyclée dans le réseau des eaux souterraines.

### Eau
L'eau potable de Munich provient des plaines de la rivière Mangfall, de la rivière Loisach et de la Münchner Schotterebene. La haute qualité de l'eau potable à Munich est due notamment à la zone d'approvisionnement située dans les Préalpes bavaroises ainsi qu'à la gestion durable des forêts dans cette région.

### Piscines
Les SWM exploitent 10 piscines intérieures et 8 en extérieur à Munich. Parmi les piscines, on compte deux établissements mixtes (combinaison de piscine couverte et de piscine découverte) : la piscine Westbad, Weinbergerstraße dans l'Ouest et la piscine Michaelibad, Heinrich-Wieland-Straße à l'Est. La piscine Michaelibad est l'établissement de détente et de loisirs le plus vaste de Munich.

### Energy Consulting
Un autre axe de la stratégie énergétique des SWM est l'efficacité énergétique. Pour cette raison, les SWM fournissent des conseils approfondis sur les économies d'énergie. Afin de mieux utiliser encore le potentiel d'économie d'énergie, les SWM ont élargi leur offre en consultation. Dans cette offre figure également le projet de conseil sur les économies d'énergie des ménages à faible revenu, mené conjointement par les SWM et les associations de bienfaisance de Munich.

## Projet concernant lesénergies renouvelables
En 2008, les SWM ont lancé une campagne de développement des énergies renouvelables. D'ici 2025, les SWM veulent produire dans leurs propres installations une quantité d'électricité issue d'énergies renouvelables correspondant à la consommation de l'ensemble de Munich, c'est-à-dire environ 7,5 milliards de kilowattheures par an. Les énergies renouvelables concernées par la campagne de développement bénéficient d'un budget d'environ neuf milliards d'euros. Actuellement, les SWM sont associées notamment aux parcs éoliens offshore Global Tech I, Gwynt y Môr et DanTysk. D'autres projets comme le parc éolien offshore Sandbank  sont prévus.

## Transports en commun
La Münchner Verkehrsgesellschaft mbH (MVG), filiale des SWM, propose, avec le métro, les bus, les tramways et différents autres services de mobilité, des moyens de transport écologiques pour les déplacements à Munich.

## Télécommunications
Avec sa filiale M-net Telekommunikations GmbH, les SWM mettent en place un réseau de fibres optiques. De plus, M-net investit dans d'autres régions de la Bavière afin d'étendre le réseau optique large bande. Les solutions de communication sont déjà accessibles à plus de 50 pour cent des ménages bavarois ainsi que dans l'agglomération d'Ulm, pour les clients privés et commerciaux.

## Structure du groupe
Les Stadtwerke München sont une société à responsabilité limitée (GmbH) depuis 1998, c'est-à-dire qu'elles sont organisées sous la forme d'une société de droit privé, détenue à 100 pour cent par Munich, capitale du Land. En tant qu'entreprise municipale, les SWM assurent une mission d'intérêt général. Le siège des SWM est situé au nord de Munich, Emmy-Noether-Straße 2.
Les SWM ont élargi leur domaine d'activités de base grâce à des participations.

### Direction de l'entreprise
Le président est le Dr Florian Bieberbach. Les autres directeurs généraux sont Ingo Wortmann (mobilité), Helge-Uve Braun (technologie), Karin Thelen (transition énergétique régionale) et Gabriele Jahn (ressources humaines, immobilier, piscines). Le président du conseil de surveillance est Dieter Reiter, maire de Munich, capitale du Land.

## Unités de production à Munich et dans la région
À Munich et aux environs de la ville, les SWM produisent de l'énergie sur 50 sites.

### Centrales thermiques et centrales de cogénération
- Centrale de cogénération de Westbad, en service depuis 1997
- Centrale thermique Freimann, en service depuis 1974
- Centrale thermique Nord, en service depuis 1964
- Centrale thermique Süd, en service depuis 1899 pour la production d'électricité, et depuis 1969 pour le chauffage urbain
- Centrale thermique Gaisbergstraße, en service depuis 1974
- Centrale thermique Kathi-Kobus-Straße, en service depuis 1965
- Centrale thermique Koppstraße, en service depuis 1967
- Centrale thermique de Perlach, en service depuis 1980
- Centrale thermique Theresienstraße, en service depuis 1963

### Centrales hydro-électriques
- Isarwerk 1 - Cette centrale au fil de l'eau, située sur le canal de l'Isar, est en service depuis 1908. Depuis 1993, le site est classé.
- Isarwerk 2 - Cette centrale au fil de l'eau, située sur le canal de l'Isar, est en service depuis 1923.
- Isarwerk 3 - Cette centrale au fil de l'eau, située sur le canal de l'Isar, est en service depuis 1923.
- Leitzachwerk 1 - Cette centrale, située dans la vallée de la Mangfall, arrondissement de Rosenheim, est en service depuis 1983.
- Leitzachwerk 2 - Cette centrale, située dans la vallée de la Mangfall, arrondissement de Rosenheim, est en service depuis 1965.
- Leitzachwerk 3 - Cette centrale, située dans la vallée de la Mangfall, arrondissement de Rosenheim, est en service depuis 1983.
- Maxwerk - Cette centrale au fil de l'eau, située sur la Auer Mühlbach est la plus ancienne de ce type gérée par les SWM. Elle a été construite en 1895.
- Praterkraftwerk - Cette centrale, invisible, est implantée sur le fond de l'Isar à Munich, à la hauteur de l'île Praterinsel. L'unité est en service depuis 2010. Elle fait partie des plus modernes centrales hydro-électriques de petite taille en Europe.
- Stadtbachstufe - Cette petite centrale hydro-électrique est en service depuis 2006.
- Uppenbornwerk 1 - Cette unité, implantée près de Moosburg, sur le canal moyen de l'Isar, est en service depuis 1930.
- Uppenbornwerk 2 - Cette unité, implantée près de Moosburg, sur le canal moyen de l'Isar, est en service depuis 1951.
- Petite centrale hydro-électrique de la Sempt - L'unité implantée à Wang est en service depuis 2011.
- Petite centrale hydro-électrique de Hammer - L'unité, située au sud de Fischbachau est en service depuis 1976.

### Systèmes photovoltaïques
Dans la ville et à Moosburg, les SWM exploitent actuellement 19 installations photovoltaïques. 16 d'entre elles ont été financées à partir des recettes du tarif M-Ökostrom des SWM. Pour l'électricité M-Ökostrom actif, les clients payent un supplément par rapport au tarif M-Ökostrom normal. Les SWM utilisent les recettes de ce supplément pour réaliser des installations utilisant des énergies renouvelables dans la région de Munich.

### Divers: Géothermie, éolien, biogaz
- Centrale de cogénération au biogaz Michaelibad, en service depuis 2013
- Système de géothermie de Riem - Cette unité est en service depuis 2004 et alimente en chaleur le quartier "Messestadt Riem".
- Centrale géothermique de Sauerlach - Cette unité, en service depuis 2014, produit de la chaleur et de l'électricité.
- Éolienne de Fröttmaning, en service depuis 1999

## Engagement
En plus de ces missions d'intérêt général, les Stadtwerke München s'engagent en faveur de la qualité de la vie dans la capitale du Land de Bavière.

### Fondation SWM pour l'éducation
En novembre 2007, les SWM ont créé la Fondation pour l'éducation. Celle-ci favorise les mesures et projets dans les domaines préscolaires et scolaire, ainsi que dans le secteur de la formation professionnelle. À l'occasion de son cinquième anniversaire, en 2013, la Fondation pour l'éducation SWM a formulé deux nouvelles priorités : son propre programme de bourses ainsi que l'attribution d'un prix. Le programme de bourses est destiné aux étudiants en ingénierie, en sciences de la nature, en sciences économiques et en informatique de Munich et sa région. Ce prix d'encouragement, doté de 10 000 euros, est attribué depuis 2013 chaque année pour récompenser un engagement particulier dans le secteur de la formation des enfants, des adolescents et des jeunes adultes défavorisés.

### Projet Stadtwerke
Les jeunes socialement défavorisées et / ou en difficulté sont soutenus dans le cadre de l'initiative "Projet Stadtwerke", consacrée à la formation. Depuis plus de 25 ans, le Projet Stadtwerke, associé à l'Office municipal de la Jeunesse, propose à cinq jeunes par an une formation commerciale et technique au sein des SWM – en liaison avec un soutien liée à l'emploi et un accompagnement social et pédagogique. Les jeunes reçoivent non seulement une formation complète, mais bénéficient aussi d'une aide afin de mener leur vie de manière indépendante.

### Promotion du sport
Les SWM encouragent le club de natation Schwimmstartgemeinschaft Stadtwerke München (SG SWM) ainsi que le club d'athlétisme Leichtathletikgemeinschaft Stadtwerke München (LG SWM). Le SG SWM réunit le Isarnixen Damen-Schwimm-Verein München (club de natation féminin), le Männer-Schwimm-Verein München (club masculin), le Freier Wassersportverein München et le Schwimmverein München 1899. La Trainings- und Startgemeinschaft s'engage avec succès dans les domaines de la natation, de la natation synchronisée, du water-polo et du plongeon. L'objectif est de favoriser le sport de compétition dans ces quatre disciplines ainsi que la participation aux compétitions nationales et internationales.